# ألفارو دي لونا بلانكو
ألفارو دي لونا بلانكو (بالإسبانية: Álvaro de Luna Blanco)‏ هو ممثل إسباني، ولد في 10 أبريل 1935 بمدريد في إسبانيا، وتوفي بنفس المكان في 2 نوفمبر 2018 بسبب سرطان الكبد. بدأ مشواره المهني سنة 1963.

## أعمال

### أفلام
- (1964) الزنبقة السوداء

## ترشيحات
- جائزة جويا لأفضل ممثل [الإنجليزية]‏ (2008)

## وصلات خارجية
- ألفارو دي لونا بلانكو على موقع IMDb (الإنجليزية)
- ألفارو دي لونا بلانكو على موقع ألو سيني (الفرنسية)
- ألفارو دي لونا بلانكو على موقع أول موفي (الإنجليزية)
- ألفارو دي لونا بلانكو على موقع قاعدة بيانات الأفلام السويدية (السويدية)
- ألفارو دي لونا بلانكو على موقع قاعدة بيانات الفيلم (الإنجليزية)
- ألفارو دي لونا بلانكو على موقع كينوبويسك (الروسية)